# Hello Goodbye (辛島美登里のアルバム)
『Hello Goodbye』（ハロー グッバイ）は、1995年3月25日にファンハウスから発売された、辛島美登里の通算4枚目のベスト・アルバム。規格品番：FHCF-2218。

## 解説
CD帯コピー『春は旅立ち。ちょっとセンチメンタル、だから前向きなメッセージを込めたベスト・アルバム』
バラードベストアルバム『SILENT EVE 〜BALLAD SELECTION〜』から僅か5ヶ月で発売され、ファンハウスから東芝EMIに移籍する際に発売したファンハウス時代の楽曲を収録したベスト・アルバム。（アルバムからは6枚目のオリジナル・アルバム『NIGHT & DAY』からは未選曲。）
シングル、シングルのカップリング曲、アルバム曲から選ばれており、アルバム初収録となった楽曲も多数収録している。辛島の代表曲である『サイレント・イヴ』はアルバムのテーマに合わせて未収録となっており、2025年時点で辛島のベスト・アルバムに『サイレント・イヴ』が未収録となっているものは今作と、2023年にコンサート会場など限定で発売された春ソングベスト『Cherry blossoms』のみである。
計19ページに及ぶ歌詞カードには、辛島の写真やディスコグラフィ（アルバムのみ）、今作についての簡単な説明が英語で書かれている。

## 収録曲
- 特記以外全曲作詞作曲・辛島美登里。

1. 春は旅立ち（4:19）
2. 時間旅行（4:24）
3. チャンスの卵（5:02）
  - 17枚目のシングル
4. Upturn Girl（3:42）
5. 輝きの瞬間（3:52）
6. とっておきの朝（4:17）
7. 瞳・元気 〜都会のひまわり〜（5:45）
  - 16枚目のシングル
  - 作詞・辛島美登里、只野菜摘
8. See You Again（3:58）
9. 夢をつないで（5:32）
10. 夢の中で 〜Graduation〜（4:12）
  - 10枚目のシングル
11. レイニー・デイ（4:21）
12. さよならを言わなきゃ（5:01）
13. 夕映え（5:21）
  - 13枚目のシングル
14. 笑顔を探して（5:02）
  - 8枚目のシングル

## 関連作品
- Gently - M2, M4
- Good Afternoon - M1, M6
- GREEN - M10, M14
- Birthday - M8, M11, M13
- BEAUTIFUL - M3, M7